# لوک چارمن
لوک چارمن (انگلیسی: Luke Charman؛ زادهٔ ۹ دسامبر ۱۹۹۷) بازیکن فوتبال است.
از باشگاه‌هایی که در آن بازی کرده‌است می‌توان به باشگاه فوتبال نیوکاسل یونایتد اشاره کرد.